# Marko Nunić
Marko Nunić (Lubiana, 16 marzo 1993) è un calciatore sloveno, attaccante del Cjarlins Muzane.

## Carriera
Ha giocato nella prima divisione dei campionati sloveno, greco, rumeno e cipriota.

## Palmarès

### Individuale
- Capocannoniere della Druga slovenska nogometna liga: 1

2013-2014 (16 reti)